# Pușelești
Pușelești – wieś w Rumunii, w okręgu Alba, w gminie Avram Iancu. W 2011 roku liczyła 5 mieszkańców.